# Эскадренные миноносцы типа «Серрано»
Эскадренные миноносцы типа «Серрано» — тип эскадренных миноносцев, строившихся в 1927—1929 годах для чилийского военно-морского флота. Стоимость каждого корабля — 230 000 фунтов стерлингов.
Прототипом им послужил британский эсминец Amazon, от которого чилийские корабли отличались меньшими размерами и отсутствием одного из кормовых орудий главного калибра.
Три корабля («Serrano», «Orella», «Hyatt») были оборудованы для минных постановок, остальные три — для траления.
На протяжении всей службы практически не модернизировались, лишь в 1950-х были установлены 20-мм автоматы и РЛС.

## История создания
В начале 1920-х годов чилийский военно-морской флот насчитывал 12 эскадренных миноносцев (все — британской постройки):
- 4 типа «Капитан Орелья» (построены в 1895—1896 годах фирмой «Лэрд»);
- «Капитан Томсон» (построен в 1900 году фирмой «Армстронг»);
- 2 типа «Капитан О’Брайен» (построены в 1901 году фирмой «Лэрд»);
- 2 два типа «Альмиранте Линч» (построены в 1912 году фирмой «Уайт»);
- три типа «Альмиранте Уильямс» (заказаны в 1913 году фирме «Уайт», во время Первой мировой войны реквизированы британским правительством, служили в британском флоте, после войны отремонтированы и возвращены Чили).

Уже 1924 году шесть из семи старых эсминцев-«истребителей» были списаны и сданы на слом, последний — «Гардемарина Рикелме» типа «Капитан Орелья» — служил ещё 6 лет в качестве учебного корабля.
Самые новые (тип «Альмиранте Уильямс») активно эксплуатировались британцами всю Первую мировую войну и потому были порядком изношены, в 1933 году их пришлось списать.
Оставшиеся корабли типа «Альмиранте Линч» считались морально устаревшими; это относилось, прежде всего, к неудачной побортной схеме размещения артиллерии, слабым 450-мм торпедным аппаратам и отоплению паровых котлов углём.
В связи с этим осенью 1926 года представители чилийского военно-морского флота начали переговоры с различными фирмами на предмет постройки серии из шести современных эскадренных миноносцев (исп. Destructores). Чилийцы хотели получить корабли, похожие на британские эскадренные миноносцы типа «S», но со 120-мм орудиями вместо 102-мм, и скоростью хода в 34 узла вместо 36 узлов. Однако Джон Торникрофт, к которому они обратились, указал, что корабли этого типа имеют слишком плотную компоновку, не позволяющую разместить такое вооружение при сохранении приемлемых мореходных качеств, и по этой причине чилийский флот нуждается в эсминце более крупного водоизмещения с улучшенными характеристиками. Торникрофт предложил переработать проект типа «S» в сторону дальнейшего увеличения размеров. Получился гладкопалубный корабль с двумя паровыми котлами вместо трёх и размещением двух орудий в носовой части с возвышением одного над другим для уменьшения длины корпуса. Чилийцы надеялись удержать водоизмещение в пределах 1000 тонн, однако это оказалось невозможным.
В конце 1926 года был объявлен конкурс, для участия в котором пригласили 13 британских и 8 других иностранных фирм, однако заявки подали лишь четыре или пять претендентов. В итоге контракт был заключен с фирмой «Торникрофт», которая обязалась построить 6 эскадренных миноносцев на своей верфи в Вулстоне близ Саутгемптона. Торникрофт предложил два варианта проекта:
1. с гладкопалубным корпусом, двумя котлами и одной дымовой трубой;
2. с полубаком, тремя котлами и двумя дымовыми трубами[3].

Чилийцы выбрали второй вариант. Общая стоимость контракта составила 1 750 000 фунтов стерлингов.
Контракт на постройку шести эскадренных миноносцев был частью большой чилийской кораблестроительной программы, включавшей, помимо эсминцев, заказ на верфи «Виккерс-Арстронг» трёх подводных лодок модернизированного типа «O» («Капитан О’Брайен», «Капитан Томсон» и «Альмиранте Симсон»), плавбазы «Араукано» для них и двух танкеров («Ранкагуа» и «Майпо»), а также модернизацию линкора «Альмиранте Латорре» и крейсеров «О’Хиггинс» и «Бланко Энкалада».
За исполнением программы следила работавшая в Лондоне чилийская Военно-морской комиссия (исп. Comision Naval de Chile) под председательством контр-адмирала Карлоса Уорда, которого позже сменил контр-адмирал Энрике Коста Пелье.

## Названия кораблей
Эсминцы были названы в честь офицеров чилийского флота, погибших (за одним исключением) в битве при Икике 21 мая 1879 года, во время Второй Тихоокеанской войны 1879—1884 годов: капитан-лейтенанта Игнасио Серрано Монтанера, капитана 2 ранга Мануэля Хоакина Орельи Эчанеса, мичмана Эрнесто Рикелме Венегаса, старшего инженер-механика Эдуардо Хайятта Барнарда, корабельного врача Педро Виделы Орденеса и старшины 1-го класса Хуана де Диоса Алдеа Фонсеки. Ранее эти имена носили первые чилийские миноносцы и эсминцы конца 19—начала 20 века.

## Конструкция

### Корпус и надстройки
Внешний облик новых чилийских эскадренных миноносцев имел все характерные черты типового британского эсминца межвоенного периода. Силуэтом и компоновкой корабли типа «Серрано» походили на экспериментальный британский эсминец «Амазон», однако обводы их корпусов были разработаны Торникрофтом на основе проекта эсминца «Тизер» (типа «R»), показавшего на испытаниях скорость 40,22 узла (74,5 км/ч) и долгое время остававшегося самым быстроходным эсминцем британской постройки. От «Тизера» же была унаследована форма кормовой оконечности с плоским подзором, позволявшая существенно уменьшить сопротивление и диаметр циркуляции (последний — почти наполовину, по оценкам Торникрофта).
По сравнению с «Амазоном» чилийские эсминцы имели примерно на 250 тонн меньшее водоизмещение, на 25 футов (7,62 м) меньшую длину, ослабленное на одно орудие и два торпедных аппарата вооружение, несли примерно на 60 тонн меньше топлива, но обладали большей дальностью плавания (3800 морских миль экономическим 15-узловым ходом вместо 3250).
|                           | «Серрано» | «Амазон» |
| ------------------------- | --------- | -------- |
| Корпус                    | 483 т     | 600 т    |
| Механизмы                 | 421 т     | 505 т    |
| Вооружение                | 109 т     | 135 т    |
| Экипаж и оборудование     | 80 т      | 90 т     |
| Стандартное водоизмещение | 1093 т    | 1330 т   |

Для экономии веса конструкторы чилийских эсминцев пошли на заметное облегчение корпуса и механизмов, а также на уменьшение принимаемого боезапаса.
Корпус набирался по типичной для британского судостроения поперечной системе и выполнялся полностью клёпаным. Листы обшивки гальванизировались. Нумерация шпангоутов начиналась со стороны носа; шпация — постоянная, величиной в 21 дюйм (533 мм).
Высота корпуса от киля до верхней палубы на миделе составляла 5,56 м. Двойное дно отсутствовало. Корабли имели единственную непрерывную палубу и полубак, занимавший около трети длины корабля.
В нос от котельных отделений и в корму от машинного отделения в корпусе располагались две платформы, называвшиеся жилыми палубами. Верхняя и жилые палубы выполнялись водонепроницаемыми и были плоскими, полубак имел едва заметный подъём к форштевню. Обводы носовой оконечности были острыми, с выгнутым серповидным форштевнем и большим развалом верхних частей шпангоутов, в средней части корпуса борт имел едва заметный завал, корма — полукруглая, с плоским подзором. Для уменьшения размахов бортовой качки на внешней обшивке были установлены скуловые кили.
В ходе постройки в связи с требованиями заказчика постепенно добавлялся «верхний» вес (щиты орудий, более тяжёлые приборы управления огнём, изменение формы мостика и так далее), что привело к уменьшению метацентрической высоты примерно на 152 мм (при двух третях запасов топлива). Таким образом, остойчивость чилийских эсминцев стала примерно такой же, как у британских эскадренных миноносцев типа «W» с учетом перегрузки, накопившейся у тех за первое десятилетие службы. Тем не менее, по остойчивости чилийские эсминцы не уступали зарубежным аналогам того периода и сохраняли достаточный восстанавливающий момент при любых углах крена. Правда, по прибытии в Чили, согласно рекомендациям Торникрофта, в трюмы всех кораблей уложили по 30 тонн балласта.
Ещё одним отличием от «Амазона» стала меньшая по размерам надстройка. Главный конструктор британского флота Уильям Берри считал, что носовое возвышенное орудие стояло слишком близко к ходовой рубке, что не только обуславливало стеснённые условия для работы орудийного расчёта, но и приводило к повреждению обвеса нижнего мостика и дверей ходовой рубки ударной волной при стрельбе на максимальных углах в сторону кормы. Вместе с тем, отсутствие четвёртого орудия позволило сделать кормовую надстройку более просторной. Камбуз на чилийских эсминцах был вынесен из-под полубака, что избавило матросские кубрики от жара и запахов, но вызвало некоторые затруднения при размещении носовой дымовой трубы.

### Энергетическая установка
Эскадренные миноносцы типа «Серрано» оснащались энергетической установкой, в состав которой входили 3 трёхколлекторных водотрубных паровых котла системы Торникрофта и 2 турбозубчатых агрегата (ТЗА), которые размещались в двух котельных и одном машинном отделениях. В носовом котельном отделении стоял один котёл, в кормовом — два, при этом дымоходы двух носовых котлов выводились в общую двмовую трубу. Система паропроводов позволяла запитывать любой ТЗА от любого котла.
Котлы не имели пароперегревателей и обеспечивали давление пара до 17,5 атмосфер. Отопление котлов — жидким топливом, для распыления которого каждый котел оборудовался 13 форсунками. Полный запас топлива достигал 323 тонн, причем часть его хранилась в так называемых «цистернах мирного времени», располагавшихся непосредственно в котельных отделениях, под верхней палубой. Для создания избыточного давления в котельных отделениях служили шесть турбовентиляторов.
Каждый из двух турбозубчатых агрегатов состоял из турбины высокого давления системы Браун-Кёртиса и турбины низкого давления системы Парсонса со встроенной ступенью заднего хода, работавших на одноступенчатый редуктор. К турбине низкого давления через муфту присоединялась турбина крейсерского хода системы Браун-Кёртиса, заключённая в отдельный корпус. Каждый ТЗА снабжался собственным главным конденсатором проточного типа. Для выработки электроэнергии служили два турбогенератора, располагавшиеся в машинном отделении.
Энергетические установки чилийских эсминцев по большей части повторяли таковые у британских кораблей заключительного периода Первой мировой войны (типы «S», «V», «W»), имея незначительные отличия. Такой выбор был продиктован тем, что механизмы уже успели отлично зарекомендовать себя на британской службе, что и подтвердилось в дальнейшем в ходе длительной эксплуатации чилийских кораблей.
Проектная мощность в 28 000 л. с. должна была обеспечивать эсминцам скорость полного хода в 35 узлов (64,82 км/ч). На ходовых испытаниях все корабли серии на 1—1,5 узла превысили контрактную скорость. Самым быстроходным оказался «Хайятт», развивший 36,68 узла, а наибольшее значение мощности было зафиксировано на «Виделе» — 32 570 л. с..
| Корабль   | Мощность, наибольшая, л. с. | Скорость, наибольшая, узлов | Расход топлива на скорости 14 уз, кг/ч |
| --------- | --------------------------- | --------------------------- | -------------------------------------- |
| «Серрано» | 30 584                      | 36,04                       | 1017                                   |
| «Орелья»  | 30 631                      | 36,14                       | 918                                    |
| «Хайятт»  | 31 599                      | 36,68                       | 853                                    |
| «Рикелме» | 30 632                      | 36,20                       | 914                                    |
| «Алдеа»   | 31 456                      | 36,41                       | 858                                    |
| «Видела»  | 32 570                      | 36,52                       | 867                                    |

### Вооружение
Руководство чилийского флота рассчитывало использовать эсминцы в том числе в бурных водах южной части Тихого океана, включая район мыса Горн, и потому не стремилось перегружать корабли вооружением.

#### Главный калибр
Главный калибр эсминцев типа «Серрано» состоял из трёх 120-мм/45 скорострельных орудий «Виккерс-Армстронг» Mk.E с раздельно-гильзовым заряжанием в установках с лёгкими щитами, аналогичными устанавливавшимся на британских эсминцах типов «V» и «W». Аналогичные орудия устанавливались на подводные лодки типа «Капитан О’Брайен» и плавбазу «Араукано».
Характеристики орудия:
- длина ствола 3,2 м,
- вес установки 6,35 т,
- вес снаряда 22 кг, заряда — 5,33 кг,
- начальная скорость снаряда 810 м/с;
- дальность стрельбы 19 500 м при угле возвышения 45°,
- скорострельность 12 выстр./мин.

Орудия снабжались клиновым затвором, пневматическим досылателем и гидропневматическим механизмом отката.

#### Приборы управления стрельбой
Корабли получили современную систему управления артиллерийским огнём с автоматом центральной наводки, но, в отличие от британской практики, оснащались совмещённым 3-метровым дальномером-директором системы «Виккерс», установленным на верхнем мостике.

#### Зенитное вооружение
Единственное 76-мм/45 орудие «Виккерс-Армстронг» Mk.I, размещённое на площадке между дымовыми трубами. Основные характеристики орудия:
- вес 1020 кг,
- вес снаряда 7,3 кг,
- начальная скорость снаряда 760 м/с,
- дальность стрельбы 10 000 м,
- досягаемость по высоте 5550 м (при угле возвышения +80°),
- скорострельность 16—18 выстрелов в минуту[7].

Место размещения зенитного орудия нельзя назвать удачным из-за ограниченных секторов обстрела.

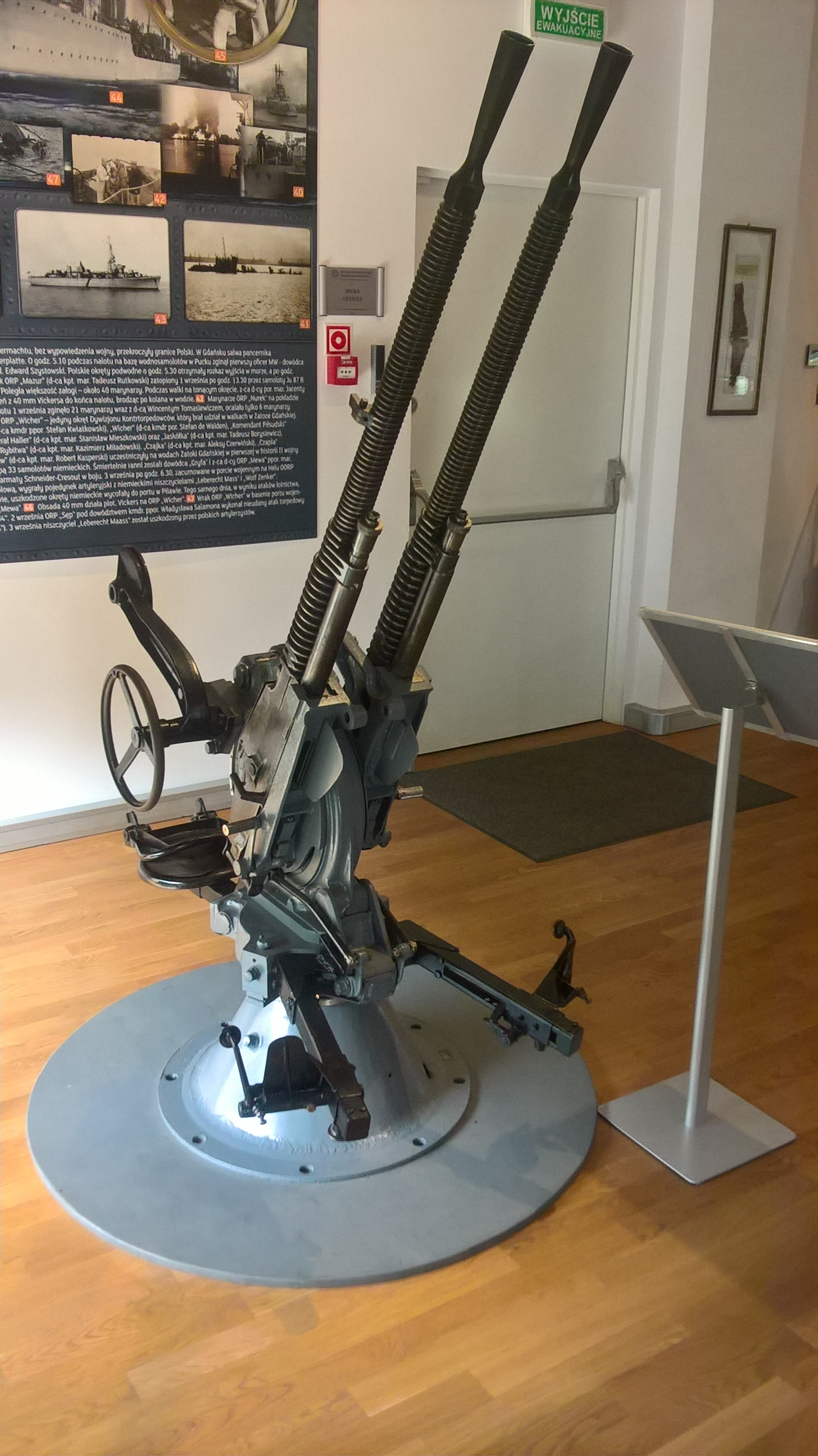
Спаренный 13,2-мм пулемёт «Гочкис» польского флота. Подобные установки стояли и на чилийских кораблях.

В 1930-е годы эсминцы получили по три спаренных 13,2-мм пулемета «Гочкис» французского производства. Два из них установили на верхней палубе у второй дымовой трубы, третий — на прожекторной площадке. Характеристики пулемёта:
- вес пулемёта 350 кг,
- вес патрона 1,22 кг,
- начальная скорость пули 800 м/с;
- дальность стрельбы 6500 м,
- досягаемость по высоте 2500 м (при угле возвышения +85°),
- практическая скорострельность 200—250 выстрелов в минуту[8].

#### Минно-торпедное вооружение
Основным ударным вооружением эсминцев являлись два трёхтрубных 533-мм торпедных аппарата. Они относились к экспортному образцу и потому, в отличие от торпедных аппаратов британских эсминцев, трубы располагались в ряд, а не «домиком». Помимо шести торпед, находившихся в торпедных аппаратах, чилийские корабли могли принимать шесть запасных, однако на практике это не делалось, поскольку размещать их пришлось бы прямо на палубе.
Отказ от четвёртого (кормового) орудия позволил приспособить три эсминца («Серрано», «Орелья», «Хайятт») к постановке минных заграждений, а три других («Рикелме», «Видела», «Алдеа») — к тралению мин, оборудовав их параван-тралами с двумя кран-балками и тральными лебёдками.

#### Противолодочное вооружение
2 бомбомёта системы Торникрофта и два кормовых бомбосбрасывателя с запасом в 8 глубинных бомб.

### Оборудование
Эсминцы оснащались одним трапециевидным балансирным рулем с электрогидравлическим приводом. На каждом корабле имелось два рулевых поста: основной в ходовой рубке и резервный — на кормовой надстройке. Аварийное управление могло осуществляться из румпельного отделения.
Каждый из эсминцев оснащался тремя прожекторами (36-дюймовый боевой прожектор — на площадке между торпедными аппаратами, два 20-дюймовых сигнальных — на крыльях мостика), гирокомпасом фирмы «Сперри», гидролокатором и радиостанцией.
Якорное устройство имело два становых якоря Холла, убиравшихся в клюзы. Выборка якорных цепей производилась двумя электрическими шпилями, расположенными на палубе бака. Еще один шпиль устанавливался на юте. В состав корабельных плавсредств входили 23-футовый (7 м) моторный рабочий катер, располагавшийся по левому борту, 25-футовый (7,62 м) вельбот и 13,5-футовая (4,1 м) динги, стоявшие по правому борту, а также два спасательных плота Карлея, крепившиеся к кожухам дымовых труб.

### Экипаж и условия обитаемости
Штатный экипаж насчитывал 130 человек, 8 из них — офицеры. Матросские кубрики располагались на двух палубах в носовой части, там же находились многоместные каюты унтер-офицеров. Каюты и кают-компания офицеров, а также корабельная церковь находились в корме.
Из-за особенностей географического положения Чили все шесть кораблей оборудовались для плавания в различных климатических условиях — от прибрежных вод пустыни Атакама на севере до субполярной зоны на юге и влажной субэкваториальной у острова Пасхи. Главный конструктор британского флота Уильям Берри полагал, что система вентиляции этих эсминцев не отвечает требованиям службы в условиях тропиков. Более того, из-за лёгкости постройки корабли типа «Серрано» были признаны командованием ВМС Чили непригодными для действий в Антарктике, из-за чего в этом районе приходилось использовать более старые эсминцы типа «Альмиранте Линч».

## Модернизации
Первую модернизацию эсминцы типа «Серрано» прошли на рубеже 1944—1945 годов. С кораблей была демонтирована грот-мачта, на месте которой остался лишь небольшой флагшток, а спаренные пулеметы «Гочкис» были заменены тремя 20-мм автомата «Эрликон». Ходовой мостик получил остекление в передней части и кронштейны для растягивания над ним брезентовых тентов. На топе фок-мачты была установлена антенна американской радиолокационной станции типа SU.
Еще до начала 1950-х годов эсминцы (возможно, не все) получили по четвёртому 20-мм автомату, который устанавливался на кормовой надстройке, в передней её части.
В 1955—1956 годах «Орелья» и «Серрано» прошли ещё одну модернизацию, в ходе которой были переоборудованы в эскортные миноносцы (исп. destructores escolta). Оба корабля получили более совершенные радиолокационные станции обнаружения надводных целей типа SG-6. При этом фок-мачта «Орельи» стала треногой, а на «Серрано», проходившим модернизацию вторым, вместо неё установили решётчатую конструкцию. Радиоэлектронное оборудование дополнилось современным гидролокатором. Носовой торпедный аппарат и устаревшая 76-мм зенитка были демонтированы, число противолодочных бомбомётов увеличилось до четырёх, а на «Орелье» вместо носового орудия главного калибра поставили 24-ствольный реактивный бомбомёт «Хеджхог». Кроме того, была увеличена вместимость топливных цистерн.

## Представители проекта
| Эсминец                   | Заложен    | Спущен на воду | Начало службы | Конец службы     |
| ------------------------- | ---------- | -------------- | ------------- | ---------------- |
| «Серрано» (исп. Serrano)  | 21.06.1927 | 25.01.1928     | 18.12.1928    | Списан 20.9.1966 |
| «Орелья» (исп. Orella)    | 21.06.1927 | 8.03.1928      | 18.12.1928    | Списан 29.9.1966 |
| «Рикелме» (исп. Requelme) | 18.07.1927 | 21.05.1928     | 15.04.1929    | Списан 30.1.1963 |
| «Хайятт» (исп. Hyatt)     | 23.09.1927 | 21.07.1928     | 15.04.1929    | Списан 30.1.1963 |
| «Видела» (исп. Videla)    | 25.01.1928 | 16.10.1928     | 26.07.1929    | Списан 12.2.1958 |
| «Алдеа» (исп. Aldea)      | 8.03.1928  | 24.11.1928     | 26.07.1929    | Списан 12.2.1958 |